# Пищевое золото

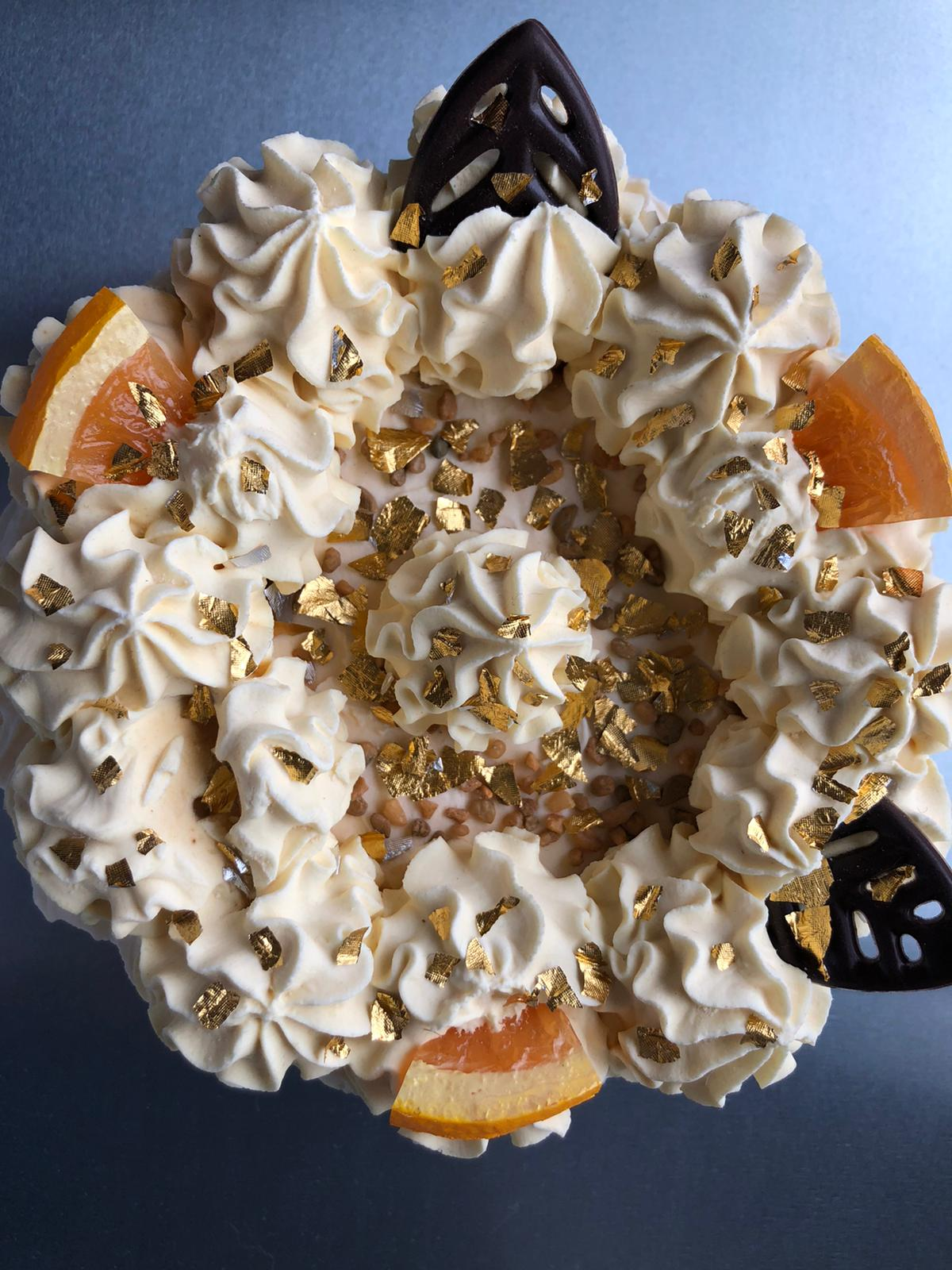
Торт с золотыми хлопьями

Пищевое золото — особый вид золота, разрешенный в качестве пищевой добавки под кодом E175. Оно используется в высокой кухне и в экстравагантных блюдах; его можно использовать для украшения печенья, мороженого, суши, а также вин или ликёров. Поскольку пищевое золото не окисляется и не корродирует во влажном воздухе, в отличие от многих других металлов, оно биологически инертно и подходит для употребления в пищу; никаких положительных либо отрицательных последствий употребление пищевого золота не несёт.

## Технические характеристики и производство
Пищевое золото должно соответствовать спецификациям применимых стандартов безопасности пищевых продуктов. Оно должно быть чистым, чтобы избежать каких-либо инфекций или опасностей для организма. Золото обычно подвергается одному из процессов: его можно чеканить, растирать и катать, использовать лист или порошок. В первом случае золото должно быть толщиной около 1/8000 миллиметра, во втором его можно использовать как обычный лист (размер зависит от цели) или растолочь в порошок.

## История

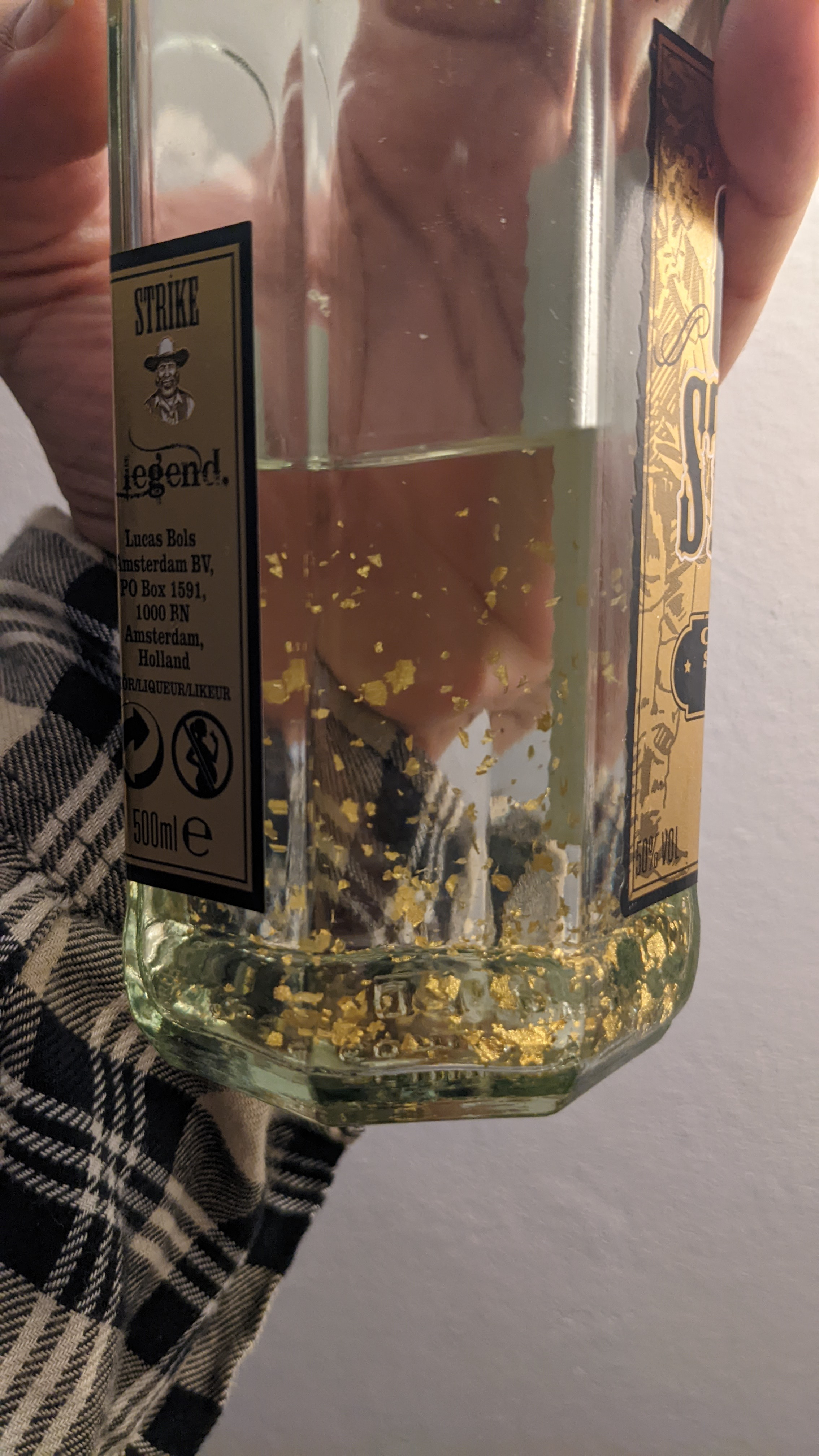
Бутылка ликёра Gold Strike, содержащего сусальное золото

Пищевое золото использовалось с древних времен, его можно найти во многих регионах мира и в разные эпохи. Самые ранние свидетельства использования пищевого золота относятся к древним египтянам, почти 5000 лет назад, где использование золота было хорошо известно во многих областях. Египтяне использовали золото для умственного, телесного и духовного очищения, потому что верили, что оно обладает божественными свойствами. Алхимики Александрии разработали различные лекарства и эликсиры с питьевым золотом, которые, по их мнению, восстанавливали и омолаживали тело. Считается, что Клеопатра каждую ночь проводила процедуры для тела с золотом, такие как ванны с золотом и использование маски для лица из чистого золота.
Золото в качестве декоративного украшения еды и напитков использовали инки и майя; его также можно было найти в восточных странах, таких как Япония, Китай и Индия, в основном для лекарств, сделанных придворными врачами.
Пищевое золото было известно при дворах королей европейских стран в Средние века, применялось как украшение еды и как символ крайней роскоши и престижа среди вассалов и придворных. Древние придворные врачи считали, что золото помогает при артрите и других проблемах с телом, таких как боль в конечностях.
В эпоху Возрождения Парацельс (1493—1541), считающийся основателем современной фармакологии, разработал множество лекарств, используя небольшое количество пищевого золота в виде пилюль или золотого порошка.
С Нового времени и вплоть до XX века золото ассоциировалось с лекарствами. Было обычным делом находить ему применение в составных и дорогих лекарствах, используя маленькие пилюли или порошок внутри лекарства, или в качестве добавки к пище для пополнения запасов минералов в организме человека.

## Влияние на здоровье
Золото является нереактивным элементом и не усваивается в процессе пищеварения, поэтому его можно употреблять в пищу. Тем не менее, нет никакой пользы для питания или здоровья, связанной с его потреблением. Чистота пищевого золота должна быть 23-24 карата, выше той, что используется в обычных ювелирных изделиях, которые могут содержать другие металлы и могут быть токсичными при употреблении. Эффекты и безопасность Е-175 были впервые оценены ещё в 1975 году и переоценены в 2016 году EFSA (Европейским управлением по безопасности пищевых продуктов) при использовании металла в качестве добавки или пищевого красителя. Агентство разрешило использование золота в качестве пищевой добавки как Quantum satis («Добавьте столько этого ингредиента, сколько необходимо для достижения желаемого результата, но не больше») во внешней глазури кондитерских изделий, украшении конфет и в ликерах. Тем не менее, было отмечено, что:

the specifications for gold (E 175) should include the mean particle size and particle size distribution (± SD), as well as the percentage (in number) of particles in the nanoscale (with at least one dimension below 100 nm), present in the powder form of gold (E 175). The methodology applied should comply with the EFSA Guidance document. Exposure estimates of gold (E 175) reached up to 1.32 µg/kg body weight (bw)/day in the maximum level exposure assessment scenario and up to 0.33 µg/kg bw/day in the refined, non-brand-loyal, exposure scenario.

## Практические детали

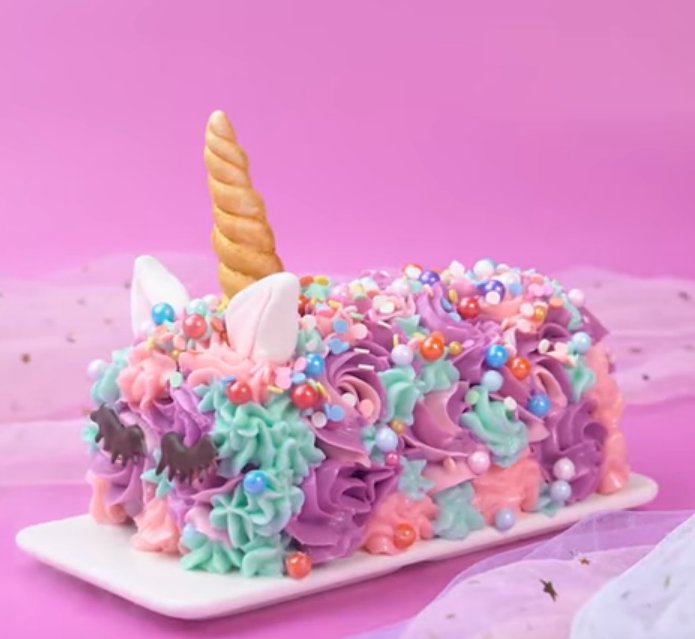
Торт в виде единорога с рогом, покрытым съедобным золотом

Пищевое золото можно использовать в основном в трех различных формах для украшения продуктов питания и напитков: в форме листа, в виде хлопьев или в виде порошка. Среди блюд и напитков, в которых воплощено съедобное золото, торты и сладкие десерты, супы, пасты, ризотто, суши, коктейли и вина. Поскольку оно используется в качестве безвкусного дополнения, пищевое золото обычно является ингредиентом сверху блюда при прямом контакте с пищей. В большинстве рецептов, требующих золота в виде хлопьев или пыли, его обычно наносят ножом или посыпают сверху. Золото добавляют при розливе вин и ликеров и обычно смешивают при приготовлении коктейлей.
Съедобную золотую фольгу используют для обёрток конфет: такие конфеты можно есть вместе с обёрткой.
Золотые листы использовались для украшения стейков и гамбургеров: Hard Rock Cafe «Стейк-бургер из 24-каратного золота» продавался в США на 7 долларов дороже, чем тот, что был без «металлической» добавки. Солт Бае, шеф-повар сети ресторанов Nusr-Et, включает в свое меню стейк, полностью покрытый золотом, который продается в Греции за 650 евро.

## В культуре потребления
Распространение через социальные медиа было связано с растущим спросом на пищевое золото в XXI веке. Как следствие, демонстративное потребление предметов роскоши стало движущей силой потребления пищевого золота и его распространения сегодня почти во всех регионах мира. Начавшись как вирусное явление в Дубае, распространение ресторанов и кондитерских, использующих пищевое золото в своих рецептах, достигло большего количества стран и более популярных и доступных кафе и ресторанов.
Символизм — ключевая черта потребления съедобного золота, поскольку оно является исключительно эстетическим компонентом. Украшая еду золотом, повара стремятся создать блюдо, которое можно быстро признать роскошным и экстравагантным, одновременно повышая свой статус до «кулинарного художника». Важность художественной ценности блюда, украшенного золотом, приобретает актуальность в современном обществе в связи с общим приоритетом зрения над остальными органами чувств, влияя, таким образом, даже на кулинарную среду.
Пищевое золото считается роскошью, потому что оно редко встречается в высоко конкурентной изысканной кухне, хотя его распространение достигает все больших регионов мира. Кроме того, визуальное воздействие золотого и съедобного блюда придает ему художественную, драгоценную и экстравагантную ауру, что в основном привлекает потребителей.
В дополнение к своим физическим характеристикам — блестящему и солнечному цвету — золото воплощает в себе несколько социальных ценностей, особенно демонстрацию социальной власти, которые чрезвычайно актуальны для более ранних эпох.